# Call the Midwife – Ruf des Lebens/Episodenliste
Diese Liste der Episoden von Call the Midwife – Ruf des Lebens enthält alle Episoden der britischen Dramaserie Call the Midwife – Ruf des Lebens, sortiert nach der britischen Erstausstrahlung. Die Fernsehserie umfasst derzeit zehn Staffeln mit 104 Episoden.

## Übersicht
| Staffel                | Episodenanzahl | Erstausstrahlung Vereinigtes Königreich | Erstausstrahlung Vereinigtes Königreich | Deutschsprachige Erstausstrahlung | Deutschsprachige Erstausstrahlung |
| Staffel                | Episodenanzahl | Staffelpremiere                         | Staffelfinale                           | Staffelpremiere                   | Staffelfinale                     |
| ---------------------- | -------------- | --------------------------------------- | --------------------------------------- | --------------------------------- | --------------------------------- |
| 1                      | 6              | 15. Januar 2012                         | 19. Februar 2012                        | 14. Februar 2013                  | 25. März 2013                     |
| Christmas Special 2012 | 1              | 25. Dezember 2012                       | 25. Dezember 2012                       | 3. Oktober 2013                   | 3. Oktober 2013                   |
| 2                      | 8              | 20. Januar 2013                         | 10. März 2013                           | 10. Oktober 2013                  | 28. November 2013                 |
| Christmas Special 2013 | 1              | 25. Dezember 2013                       | 25. Dezember 2013                       | 29. Dezember 2016                 | 29. Dezember 2016                 |
| 3                      | 8              | 19. Januar 2014                         | 9. März 2014                            | 28. November 2015                 | 19. Dezember 2015                 |
| Christmas Special 2014 | 1              | 25. Dezember 2014                       | 25. Dezember 2014                       |                                   |                                   |
| 4                      | 8              | 18. Januar 2015                         | 8. März 2015                            |                                   |                                   |
| Christmas Special 2015 | 1              | 25. Dezember 2015                       | 25. Dezember 2015                       |                                   |                                   |
| 5                      | 8              | 17. Januar 2016                         | 6. März 2016                            |                                   |                                   |
| Christmas Special 2016 | 1              | 25. Dezember 2016                       | 25. Dezember 2016                       |                                   |                                   |
| 6                      | 8              | 22. Januar 2017                         | 12. März 2017                           |                                   |                                   |
| Christmas Special 2017 | 1              | 25. Dezember 2017                       | 25. Dezember 2017                       |                                   |                                   |
| 7                      | 8              | 21. Januar 2018                         | 11. März 2017                           |                                   |                                   |
| Christmas Special 2018 | 1              | 25. Dezember 2018                       | 25. Dezember 2018                       |                                   |                                   |
| 8                      | 8              | 13. Januar 2019                         | 3. März 2019                            |                                   |                                   |
| Christmas Special 2019 | 1              | 25. Dezember 2019                       | 25. Dezember 2019                       |                                   |                                   |
| 9                      | 8              | 5. Januar 2020                          | 23. Februar 2020                        |                                   |                                   |
| Christmas Special 2020 | 1              | 25. Dezember 2020                       | 25. Dezember 2020                       |                                   |                                   |
| 10                     | 7              | 18. April 2021                          | 30. Mai 2021                            |                                   |                                   |
| Christmas Special 2021 | 1              | 25. Dezember 2021                       | 25. Dezember 2021                       |                                   |                                   |
| 11                     | 8              | 2. Januar 2022                          | 20. Februar 2022                        |                                   |                                   |

## Staffel 1
Die Erstausstrahlung der ersten Staffel war vom 15. Januar bis zum 19. Februar 2012 auf dem britischen Sender BBC One zu sehen. Die deutschsprachige Erstausstrahlung sendete der Bezahlfernsehsender Passion vom 14. Februar bis zum 25. März 2013.
| Nr. (ges.) | Nr. (St.) | Deutscher Titel       | Originaltitel     | Erstausstrahlung UK | Deutschsprachige Erstausstrahlung (D/CH) | Regie              | Drehbuch       |
| --- | --------- | --------------------- | ----------------- | ------------------- | ---------------------------------------- | ------------------ | -------------- |
| 1 | 1         | Heldinnen             | Episode 1         | 15. Jan. 2012       | 14. Feb. 2013                            | Philippa Lowthorpe | Heidi Thomas   |
| Die junge Hebamme Jenny Lee kommt im Nonnatus-Haus an, das sich entgegen Jennys Erwartung als Nonnenkloster herausstellt. Ihr erster Fall wird die Spanierin Conchita, die ihr 25. Kind erwartet. In der Gemeindesprechstunde betreut Jenny die an Syphilis erkrankte Pearl. |           |                       |                   |                     |                                          |                    |                |
| 2 | 2         | Schwester Chummy      | Episode 2         | 22. Jan. 2012       | 21. Feb. 2013                            | Philippa Lowthorpe | Heidi Thomas   |
| Das Hebammenteam im Nonnatus-Haus bekommt Verstärkung durch Chummy, einer etwas tollpatschigen und noch unerfahrenen Hebamme. Chummy muss zunächst das Fahrradfahren beigebracht werden, was nicht ohne Blessuren abgeht. Jenny betreut die junge irische Prostituierte Mary und versucht, sie und ihr Baby in einem Heim für alleinstehende Mütter unterzubringen. |           |                       |                   |                     |                                          |                    |                |
| 3 | 3         | Liebe ist stärker     | Episode 3         | 29. Jan. 2012       | 1. März 2013                             | Philippa Lowthorpe | Heidi Thomas   |
| Jenny wird dazu eingeteilt, im Rahmen der Gemeindekrankenpflege die offenen Beine von Joe Collett zu versorgen. Zunächst entsetzt und abgestoßen von den Wohnverhältnissen des einsamen, alten Mannes freundet sich Jenny mit ihm an. Außerdem taucht mit Jimmy ein alter Jugendfreund auf, der Jennys Hilfe benötigt und unbemerkt von den Nonnen im Heizungskeller übernachtet. Trixie und Cynthia betreuen Mrs. Lawson, die ihr Baby am liebsten gar nicht bekommen möchte, während sich ihr Mann sehr auf das erste Kind freut. Während der Geburt finden die Hebammen heraus, warum Mrs. Lawson das Kind am liebsten nie geboren hätte. |           |                       |                   |                     |                                          |                    |                |
| 4 | 4         | Der Ring              | Episode 4         | 5. Feb. 2012        | 8. März 2013                             | Jamie Payne        | Esther Wilson  |
| Jenny und das Hebammenteam suchen Gillian, das Neugeborene von Shirley und Ron, das aus dem Kinderwagen entführt wurde. Jenny findet das Baby bei Mary, der jungen Irin, der man ihr Baby zwangsweise abgenommen hatte. Cynthia hilft David Jones, der sein Kind und seine Frau durch Eklampsie verliert. Zwischen Chummy und dem Polizisten Peter Noakes entwickeln sich zarte Bande. |           |                       |                   |                     |                                          |                    |                |
| 5 | 5         | Geschwisterliebe      | Episode 5         | 5. Feb. 2012        | 8. März 2013                             | Jamie Payne        | Harriet Warner |
| Peggy, die im Kloster putzt, berichtet, dass ihr Bruder Frank sehr krank ist. Nach einigen Untersuchungen stellt sich heraus, dass Frank unheilbar an Krebs erkrankt ist. Jenny versucht zu helfen und entdeckt, dass Peggy und Frank viel mehr als nur Geschwister sind. Fred, der Hausmeister, hat unterdessen ein Schwein gekauft, dass sich als trächtig entpuppt. Die Hebammen helfen, die Ferkel auf die Welt zu bringen. Chummy gibt Lehrstunden über Empfängnisverhütung und wird von Peter eingeladen, seine Mutter kennenzulernen. |           |                       |                   |                     |                                          |                    |                |
| 6 | 6         | Lebenswege            | Episode 6         | 19. Feb. 2012       | 25. März 2013                            | Jamie Payne        | Heidi Thomas   |
| Schwester Monica Joan wird orientierungslos im Nachthemd an den Docks gefunden und bekommt eine Lungenentzündung. Chummy erhält Besuch von ihrer snobistischen Mutter, die weder mit dem Lebensstil ihrer Tochter noch mit ihrem potentiellen Schwiegersohn einverstanden ist. Schwester Monica Joan wird des Diebstahls verdächtigt, Jenny und Jimmy gehen einem Hinweis nach, der die alte Frau entlasten könnte. Außerdem entscheidet sich Jenny, ob sie weiterhin mit ihrem Herzen an einem Mann hängt, den sie nicht haben kann oder ob sie ab sofort frei und ungebunden in die Zukunft sieht. Die Folge endet mit der Hochzeit von Chummy und Peter.                                                                                              |           |                       |                   |                     |                                          |                    |                |
| 7 | 7         | Ein Weihnachtsmärchen | Christmas Special | 25. Dez. 2012       | 3. Okt. 2013                             | Philippa Lowthorpe | Heidi Thomas   |
| Als Jenny Lee nach einer Geburt ein Haus verlässt, trifft sie auf der Straße auf die alte, verwahrloste Mrs. Jenkins, um die sich die Nonnen und Jenny fortan bemühen. Die Hebamme recherchiert im Stadtarchiv das Schicksal der alten Dame und versucht, ihr ein wenig Frieden zu geben. Währenddessen organisiert Chummy das Krippenspiel im Pfarrsaal, das von Tag zu Tag größere Ausmaße annimmt. Lynette, ein junges Mädchen, deren Brüder beim Krippenspiel mitwirken, ist von allen unbemerkt schwanger und bringt eines Nachts alleine in einem leerstehenden Haus einen Jungen zur Welt. Sie setzt das Baby auf den Stufen des Klosters aus. Die Bewohner des Nonnatus-Hauses versorgen den kleinen Jungen und versuchen, die Mutter zu finden. |           |                       |                   |                     |                                          |                    |                |

## Staffel 2
Die Erstausstrahlung der zweiten Staffel war vom 20. Januar bis zum 10. März 2013 auf dem britischen Sender BBC One zu sehen. Die deutschsprachige Erstausstrahlung sendete der Bezahlfernsehsender Passion vom 10. Oktober bis zum 28. November 2013.
| Nr. (ges.) | Nr. (St.) | Deutscher Titel                | Originaltitel     | Erstausstrahlung UK | Deutschsprachige Erstausstrahlung (D/CH) | Regie              | Drehbuch                  |
| --- | --------- | ------------------------------ | ----------------- | ------------------- | ---------------------------------------- | ------------------ | ------------------------- |
| 8 | 1         | Mutter an Bord                 | Episode 1         | 20. Jan. 2013       | 10. Okt. 2013                            | Philippa Lowthorpe | Heidi Thomas              |
| Das von Dr. Turner neu vorgestellte Lachgas entpuppt sich als der Renner bei den Gebärenden. Jenny Lee kümmert sich um Molly, die ihr zweites Kind erwartet und mit einem gewalttätigen Mann verheiratet ist. Molly will nicht von ihrem Mann lassen und Jenny kann ihr nicht helfen, die Beziehung zu beenden. Nachdem das Baby geboren ist, blockt Molly jegliche Hilfeversuche ab. Schwester Evangelina und Trixie leisten unter erschwerten Bedingungen auf einem schwedischen Frachtschiff Geburtshilfe. |           |                                |                   |                     |                                          |                    |                           |
| 9 | 2         | Fernweh                        | Episode 2         | 27. Jan. 2013       | 17. Okt. 2013                            | Roger Goldby       | Heidi Thomas              |
| Cynthia begleitet eine problemlose Geburt, bei einer Nachsorgeuntersuchung liegt das Baby jedoch tot im Bett. Cynthia quält sich mit Selbstvorwürfen, während in der Gemeinde das Gerücht die Runde macht, die Hebamme sei Schuld am Tod des Babys. Als die Polizei die Ermittlungen gegen Cynthia aufnimmt, erleidet sie während eines Einsatzes einen Zusammenbruch und lässt die Gebärende im Stich. Als die Autopsie einen Fehler Cynthias ausschließt, gewinnt sie ihr Selbstvertrauen zurück. Peter und Chummy bereiten sich unterdessen auf die Abreise nach Sierra Leone vor und nehmen Abschied vom Nonnatus-Haus. |           |                                |                   |                     |                                          |                    |                           |
| 10 | 3         | Nicht ohne Dich                | Episode 3         | 3. Feb. 2013        | 24. Okt. 2013                            | Roger Goldby       | Heidi Thomas, John Martin |
| Trixie und Schwester Bernadette helfen gemeinsam mit Dr. Turner Mave Carters Zwillingen auf die Welt. Die Geburt ist nicht einfach und Maves Zwillingsschwester Meg steht der Hilfe von außen sehr skeptisch gegenüber. Jenny Lee wird ins Krankenhaus beordert und muss dort auf der chirurgischen Männerstation arbeiten. Dort trifft sie auf Jimmy, der Bauchschmerzen hat, aber dennoch entlassen wird. Wenige Tage später ist Jimmy wieder da – als Notfallpatient, der sofort operiert werden muss. |           |                                |                   |                     |                                          |                    |                           |
| 11 | 4         | Reden und Schweigen            | Episode 4         | 10. Feb. 2013       | 31. Okt. 2013                            | Roger Goldby       | Mark Catley               |
| Jenny und Schwester Evangelina entbinden Ruby von ihrem dritten Kind, dem gewünschten Sohn. Doch der Junge wird mit einer Spina bifida geboren. Ruby hat große Probleme, ihren Sohn anzunehmen. Sein Vater Douglas greift zu einem Trick, um Ruby ihrem Kind nahe zu bringen. Reverend Appleby-Thornton reist aus Sierra Leone an und quartiert sich auf Chummys Empfehlung übergangsweise im Nonnatus-Haus ein. Die schweigsame Jane und der redselige Reverend freunden sich miteinander an. |           |                                |                   |                     |                                          |                    |                           |
| 12 | 5         | Mutige Mütter                  | Episode 5         | 17. Feb. 2013       | 7. Nov. 2013                             | China Moo-Young    | Heidi Thomas              |
| Jenny Lee lernt in der Sprechstunde Nora Harding kennen, die zum 9. Mal schwanger ist und das Baby keinesfalls bekommen möchte. Jenny besucht Nora zuhause und ist entsetzt darüber, dass die zehnköpfige Familie in zwei kleinen Zimmern in einem rattenverseuchten Haus leben muss. Nora unternimmt mehrere Versuche, eine Fehlgeburt einzuleiten, doch die Schwangerschaft besteht weiter. Daraufhin lässt sie einen illegalen Schwangerschaftsabbruch durchführen, verliert das Baby und erkrankt in der Folge schwer. Außerdem versucht Trixie einen Prominenten zu organisieren, der bei dem geplanten Sommerfest als Jurymitglied in einem Baby-Schönheitswettbewerb fungiert. Das Treffen mit dem Fernsehmoderator Clifford Raines endet für Trixie jedoch in einem Desaster. Schwester Bernadette und Dr. Turner kommen sich auf dem Sommerfest näher. |           |                                |                   |                     |                                          |                    |                           |
| 13 | 6         | Kreislauf des Lebens           | Episode 6         | 24. Feb. 2013       | 14. Nov. 2013                            | China Moo-Young    | Jess Williams             |
| Dr. Turner erwirkt angesichts der sich rasant ausbreitenden Tuberkulose, dass ein Röntgenwagen nach Poplar kommt. Das Röntgenbild von Schwester Bernadette zeigt Kavernen. Jenny Lee hilft, die schwangere Julia Masterson mit ihrem Vater zu versöhnen. Wenige Minuten nach der Geburt seines Enkelkindes stirbt Mr. Masterson. |           |                                |                   |                     |                                          |                    |                           |
| 14 | 7         | Fremd in der Heimat            | Episode 7         | 3. März 2013        | 21. Nov. 2013                            | Minkie Spiro       | Harriet Warner            |
| Jenny betreut Monique Hyde, die als Farbige in Poplar unter ihren rassistischen Mitmenschen zu leiden hat, darunter ihre direkte Nachbarin Rita Bailey. Als Moniques Fruchtblase platzt, steht Rita ihr trotz allem zur Seite. Cynthia versucht, dem cholerischen Diabetiker Mr. Lacey Insulin und gesunde Lebensführung nahezubringen und seiner Frau das Leben etwas angenehmer zu gestalten. Schwester Bernadette, die in einem Sanatorium untergebracht ist, macht sich Gedanken über Dr. Turner und ihre Zukunft. Fred kauft einen Motorroller und gibt den Hebammen theoretischen Fahrunterricht. Schwester Evangelina bringt ihm die Praxis des Fahrens nahe. Chummy und Peter kehren aus Sierra Leone zurück. Zum Entzücken aller ist Chummy sichtbar schwanger.                                                                                        |           |                                |                   |                     |                                          |                    |                           |
| 15 | 8         | Guter Hoffnung                 | Episode 8         | 10. März 2013       | 28. Nov. 2013                            | Minkie Spiro       | Heidi Thomas              |
| Chummy kümmert sich um Freds Tochter Dolly, die ihr zweites Kind erwartet und eine Präeklampsie entwickelt. Fred muss sich um Dollys Sohn kümmern und erklärt Chummy, was Elternschaft ausmacht. Jenny Lee trifft unverhofft auf Jimmy und dessen Kollegen Alex, der sie in der Folge um eine Verabredung bittet. Auch Chummy bringt ihr Baby zur Welt, allerdings kommt es unter der Geburt zu Komplikationen. Nach einer Nacht des Hoffens und Betens ist klar, dass alles gut gegangen ist. Schwester Bernadette verlässt das Sanatorium, legt den Habit ab und tritt aus dem Orden aus. Ihrer Zukunft mit Dr. Turner steht nichts mehr im Wege. Sie nimmt ihren bürgerlichen Namen, Shelagh, wieder an und verlobt sich mit dem Arzt. |           |                                |                   |                     |                                          |                    |                           |
| 16 | 9         | Ein Weihnachtsmärchen – Teil 2 | Christmas Special | 25. Dez. 2013       | —                                        | Thea Sharrock      | Heidi Thomas              |
| Die Vorbereitungen für das Weihnachtsfest und die Hochzeit von Shelagh und Dr. Turner laufen auf Hochtouren. Als ein Blindgänger aus dem Zweiten Weltkrieg gefunden wird, muss das Viertel evakuiert werden. |           |                                |                   |                     |                                          |                    |                           |

## Staffel 3
Die Erstausstrahlung der dritten Staffel erfolgte ab dem 19. Januar 2014 auf dem britischen Sender BBC One. Die deutschsprachige Erstausstrahlung startet am 28. November 2015 auf ZDFneo.
| Nr. (ges.) | Nr. (St.) | Deutscher Titel     | Originaltitel     | Erstausstrahlung UK | Deutschsprachige Erstausstrahlung (DE) | Regie               | Drehbuch                  |
| --- | --------- | ------------------- | ----------------- | ------------------- | -------------------------------------- | ------------------- | ------------------------- |
| 17 | 1         | Ein neuer Anfang    | Episode 1         | 19. Jan. 2014       | 28. Nov. 2015                          | Thea Sharrock       | Heidi Thomas              |
| Das Hebammenteam bezieht neue Räumlichkeiten, nachdem das Nonnatus-Haus geschlossen wurde. Schwester Winifred ersetzt Chummy im Team. Dr. Turner und Jenny kümmern sich um zwei kranke Kinder und finden mit Hilfe von Schwester Monica Joan heraus, was den Kindern fehlt. Chummy beschließt, als Teilzeitkraft ins Hebammenteam zurückzukehren. |           |                     |                   |                     |                                        |                     |                           |
| 18 | 2         | Veränderungen       | Episode 2         | 26. Jan. 2014       | 28. Nov. 2015                          | Juliet May          | Heidi Thomas              |
| Als Jenny Lee vor ihr befördert wird, ist Trixie nicht begeistert darüber, dass sie übergangen wurde. Das Team betreut Doris, die ihr viertes Kind erwartet, allerdings nicht von ihrem brutalen Ehemann, sondern von einem One-Night-Stand, einem Schwarzen. Schwester Julienne organisiert, dass Doris nicht zuhause entbinden muss und bereitet ein Adoptionsverfahren vor. Doch das Baby kommt früher als gedacht und Doris’ Ehemann erfährt vom Betrug seiner Frau. |           |                     |                   |                     |                                        |                     |                           |
| 19 | 3         | Lügner und Betrüger | Episode 3         | 2. Feb. 2014        | 5. Dez. 2015                           | Juliet May          | Liz Lake                  |
| Schwester Julienne und Trixie entbinden eine Mutter in einer Haftanstalt. Chummys Geburtstagsfeier endet in einem Desaster. Shelagh bereitet ein Schwangerschaftstest großen Kummer. |           |                     |                   |                     |                                        |                     |                           |
| 20 | 4         | Offene Türen        | Episode 4         | 9. Feb. 2014        | 5. Dez. 2015                           | Juliet May          | Gabby Asher, Heidi Thomas |
| Jennys Freund Alec lädt sie für ein Wochenende nach Brighton ein, doch Jenny hat Zweifel über die Ehrenhaftigkeit seiner Motive. Kurz darauf wird Alec bei einem Arbeitsunfall schwer verletzt. Schwester Winifred hilft einer alten Frau, die ihre Wohnung seit über 12 Jahren nicht verlassen hat. |           |                     |                   |                     |                                        |                     |                           |
| 21 | 5         | Turbulente Zeiten   | Episode 5         | 16. Feb. 2014       | 12. Dez. 2015                          | China Moo-Young     | Heidi Thomas              |
| Als Schwester Julienne erkrankt, übernimmt Shelagh aushilfsweise die Leitung des Nonnatus-Hauses. Die Schwestern planen eine Feier zum Profess-Jubiläum von Schwester Evangelina. Die Hebammen betreuen außerdem Sally, ein junges Mädchen mit Down-Syndrom, das im 6. Monat schwanger ist. Ihre Familie vermutet, dass Sally von einem Mitarbeiter des Wohnheimes missbraucht worden ist, doch es stellt sich heraus, dass der ebenfalls behinderte Jacob der Vater des Kindes ist. Nachdem das Kind tot geboren wird, verlegt man Jacob in ein anderes Heim, da die Beziehung zwischen Sally und Jacob nicht erwünscht ist. |           |                     |                   |                     |                                        |                     |                           |
| 22 | 6         | Der Ausflug         | Episode 6         | 23. Feb. 2014       | 12. Dez. 2015                          | China Moo-Young     | Damian Wayling            |
| 23 | 7         | Das Band der Liebe  | Episode 7         | 2. März 2014        | 19. Dez. 2015                          | Minkie Spiro        | Harriet Warner            |
| 24 | 8         | Neue Wege           | Episode 8         | 9. März 2014        | 19. Dez. 2015                          | Minkie Spiro        | Heidi Thomas              |
| 25 | 9         | —                   | Christmas Special | 25. Dez. 2014       | —                                      | Thaddeus O’Sullivan | Heidi Thomas              |

## Staffel 4
Die Erstausstrahlung der vierten Staffel erfolgte ab dem 18. Januar 2015 auf dem britischen Sender BBC One. Eine deutschsprachige Erstausstrahlung wurde bisher noch nicht gesendet.
| Nr. (ges.) | Nr. (St.) | Deutscher Titel           | Originaltitel     | Erstausstrahlung UK | Deutschsprachige Erstausstrahlung (—) | Regie               | Drehbuch         |
| ---------- | --------- | ------------------------- | ----------------- | ------------------- | ------------------------------------- | ------------------- | ---------------- |
| 26         | 1         | Jedes Ende ist ein Anfang | Episode 1         | 18. Jan. 2015       | —                                     | Thaddeus O’Sullivan | Heidi Thomas     |
| 27         | 2         | Frühlingsstürme           | Episode 2         | 25. Jan. 2015       | —                                     | Thaddeus O’Sullivan | Heidi Thomas     |
| 28         | 3         | Fremde Welten             | Episode 3         | 1. Feb. 2015        | —                                     | Juliet May          | Harriet Warner   |
| 29         | 4         | Der Stammhalter           | Episode 4         | 8. Feb. 2015        | —                                     | Amy Neil            | Damian Wayling   |
| 30         | 5         | Schwächen und Stärken     | Episode 5         | 15. Feb. 2015       | —                                     | Dominic Leclerc     | Carolyn Bonnyman |
| 31         | 6         | Zerbrechliches Glück      | Episode 6         | 22. Feb. 2015       | —                                     | Dominic Leclerc     | Heidi Thomas     |
| 32         | 7         | Irrtümer                  | Episode 7         | 1. März 2015        | —                                     | Darcia Martin       | Harriet Warner   |
| 33         | 8         | Nichts ist sicher         | Episode 8         | 8. März 2015        | —                                     | Darcia Martin       | Heidi Thomas     |
| 34         | 9         | —                         | Christmas Special | 25. Dez. 2015       | —                                     | Juliet May          | Heidi Thomas     |

## Staffel 5
Die Erstausstrahlung der fünften Staffel erfolgte ab dem 17. Januar 2016 auf dem britischen Sender BBC One. Eine deutschsprachige Erstausstrahlung wurde bisher noch nicht gesendet.
| Nr. (ges.) | Nr. (St.) | Deutscher Titel         | Originaltitel | Erstausstrahlung UK | Deutschsprachige Erstausstrahlung (—) | Regie          | Drehbuch         |
| ---------- | --------- | ----------------------- | ------------- | ------------------- | ------------------------------------- | -------------- | ---------------- |
| 35         | 1         | Ein Fehler der Natur    | Episode 1     | 17. Jan. 2016       | —                                     | Syd Macartney  | Heidi Thomas     |
| 36         | 2         | Der Kavalier            | Episode 2     | 24. Jan. 2016       | —                                     | Syd Macartney  | Harriet Warner   |
| 37         | 3         | Schicksalsschläge       | Episode 3     | 31. Jan. 2016       | —                                     | Sheree Folkson | Carolyn Bonnyman |
| 38         | 4         | Fromme Lügen            | Episode 4     | 7. Feb. 2016        | —                                     | Sheree Folkson | Heidi Thomas     |
| 39         | 5         | Blauer Dunst            | Episode 5     | 14. Feb. 2016       | —                                     | Lisa Clarke    | Harriet Warner   |
| 40         | 6         | Angst und Stärke        | Episode 6     | 21. Feb. 2016       | —                                     | Lisa Clarke    | Heidi Thomas     |
| 41         | 7         | Moralische Verwerfungen | Episode 7     | 28. Feb. 2016       | —                                     |                |                  |
| 42         | 8         | Die letzte Ruhe         | Episode 8     | 6. März 2016        | —                                     |                |                  |